# 墩上街道
墩上街道，是中华人民共和国安徽省池州市贵池区下辖的一个乡镇级行政单位。

## 行政区划
墩上街道下辖以下地区：
墩上社区、河口村、石铺村、团结村、龙池村、罗城村、许桥村、双河村、永岭村、低岭村、塔山村、茅坦村、步岭村、山湖村和香山村。

## 中国传统村落
2012年，渚湖姜村被评为首批“中国传统村落”。